# Francesco De Masi
Francesco De Masi (* 11. Januar 1930 in Rom; † 6. November 2005 ebenda) war ein italienischer Komponist und Dirigent. Bekannt ist er vor allem für viele seiner Filmmusiken.

## Leben und Werk
Francesco De Masi studierte bei Achille Longo am neapolitanischen Konservatorium S. Pietro a Majella Komposition. Anschließend studierte er mit Paul Van Kempen und Franco Ferrara Orchesterleitung in Siena. Er promovierte auch in Horn, das er zusammen mit Domenico Ceccarossi studierte. Anschließend wirkte er am A. Scarlatti in Neapel und am Rome Symphonic Orchestra der RAI. 1968 gewann er einen Nachwuchspreis als bester Dirigent. Seit 1974 war er Orchesterleiter am Konservatorium S. Pietro a Majella in Neapel, seit 1983 lehrte er auch Dirigieren. Seit 1989 lehrte er an der renommierten Accademia di Santa Cecilia in Rom.
Seit 1955 arbeitete De Masi als Komponist von Filmmusiken. Er komponierte die Soundtracks zu mehr als 200 Kinofilmen sowie weitere hunderte Melodien für Fernsehfilme, Serien und Fernsehdokumentationen. Häufig spielte er diese Musik auch mit seinen Orchestern unter eigener Leitung ein. Die meisten Musiken schrieb er für Historienfilme, Sandalenfilme, Kostümfilme und Western. Von ihm verwendete Pseudonyme sind Frank De Masi, Francis D. Masion und Frank Mason.

## Filmografie (Auswahl)
- 1962: Die gewaltigen Sieben (Maciste il gladiatore più forte del mondo)
- 1962: Der Teppich des Grauens
- 1962: Das Todesauge von Ceylon
- 1962: Zorro, der schwarze Rächer (Cabalgando hacia la muerte)
- 1962: Nur tote Zeugen schweigen
- 1963: Die drei Unerbittlichen (Tres hombres buenos)
- 1963: Mit Colt und Maske (Il segno del Coyote)
- 1963: Der Stärkste unter der Sonne (Maciste l’eroe più grande del mondo)
- 1964: Das Gesetz der Zwei (I due violenti)
- 1964: Die Goldsucher von Arkansas
- 1964: Der größte Sieg des Herkules (Ercole l’invincibile)
- 1964: I magnifici Brutos del West
- 1964: Der Rancher vom Colorado-River (L’uomo della valle maledetta)
- 1964: Der stärkste Mann der Welt (Il trionfo di Ercole)
- 1965: Serenade für zwei Spione
- 1965: Eine Bahre für den Sheriff (Una bara per lo sceriffo)
- 1965: Die letzten Drei der Albatros
- 1965: Oklahoma John – Der Sheriff von Rio Rojo (Oklahoma John)
- 1965: Per un pugno nell’occhio
- 1966: Arizona Colt
- 1966: Django – Die Geier stehen Schlange (7 Dollari sul rosso)
- 1966: Das dritte Auge (Il terzo occhio)
- 1966: Es geht um deinen Kopf, Amigo (Ringo, il volto della vendetta)
- 1966: Die ganze Meute gegen mich (La venganza di Clark Harrison)
- 1966: Im Nest der gelben Viper (F.B.I. operazione vipera gialla)
- 1967: Desperado – Der geheimnisvolle Rächer (Il magnifico texano)
- 1967: Django – Die Totengräber warten schon (Quella sporca storia nel West)
- 1967: Django – unersättlich wie der Satan (Un hombre vino a matar)
- 1967: Dos cruces en Danger Pass
- 1967: Kommissar X – Drei grüne Hunde
- 1967: Leg ihn um, Django (Vado, l’ammazzo e sparo)
- 1967: Die Satansbrut des Colonel Blake (7 winchester per un massacro)
- 1967: Die schmutzigen Dreizehn (Quindici forche per un assassino)
- 1967: Das Todeslied von Laramie (Sette pistole per un massacro)
- 1968: Django – Ein Sarg voll Blut (Il momento di uccidere)
- 1968: Einladung zum Totentanz (…E venne il tempo di uccidere)
- 1968: Für ein paar Leichen mehr (Sonora)
- 1968: Quanto costa morire
- 1968: Sangue chiama sangue
- 1968: Ein Schuss zuviel (Dos hombres van a morir)
- 1968: Töte alle und kehr allein zurück (Ammazzali tutti e torna solo)
- 1969: Kommissar X – Drei goldene Schlangen
- 1969: Lesbos – Hohe Schule der Liebe(Lesbo)
- 1969: La sfida dei MacKenna
- 1970: Django und Sabata – wie blutige Geier (C’è Sartana… vendi la pistola e comprati la bara)
- 1971: Django – Der Tag der Abrechnung (Quel maledetto giorno della resa dei conti)
- 1971: Kommissar X jagt die roten Tiger
- 1971: El Zorro, caballero de la justicia
- 1972: Blutiger Freitag
- 1972: La tecnica e il rito
- 1976: Die große Orgie (Vizi privati, pubbliche virtù)
- 1976: Tödliche Rache (Kid Vengeance)
- 1977: Ein Haufen verwegener Hunde (Quel maledetto treno blindato)
- 1982: Der New York Ripper (Lo squartatore di New York)
- 1982: Söldner des Todes (Horror Safari)
- 1983: McQuade, der Wolf (Lone Wolf McQuade)
- 1983: Thor – Der unbesiegbare Barbar (Thor il conquistatore)
- 1983: Thunder (Thunder)
- 1984: Sag’ nie wieder Indio (Cane arrabbiato)
- 1985: Afghanistan Connection (I giorni dell'inferno)
- 1988: Thunder 3 (Thunder 3)
- 1991: Arizona Road (Fuga da Kayenta (Tortilla Road))